# Abeløya
Abeløya (« l’île Abel ») est une des trois îles principales de l’archipel Kong Karls Land au Svalbard, bien qu’avec une superficie de 13,2 km2, elle soit clairement plus petite que les îles Svenskøya et Kongsøya. Depuis 1973, Abeløya fait partie de la réserve naturelle du Nordaustlandet. En 1985, l’accès en a été sévèrement restreint pour protéger la population locale d'ours polaires. L'île est également connue pour les mouettes blanches qui y nichent.
L’île doit son nom au mathématicien norvégien Niels Henrik Abel (1802-1829).
Les premiers à être venus sur cette île sont probablement les participants à l'expédition naturaliste allemande Helgoland placée sous la direction des zoologues Fritz Römer et Fritz Schaudinn, le 2 août 1898.

## Sources
- (de) Cet article est partiellement ou en totalité issu de l’article de Wikipédia en allemand intitulé « Abeløya » (voir la liste des auteurs).

- (no) Cet article est partiellement ou en totalité issu de l’article de Wikipédia en norvégien intitulé « Abeløya » (voir la liste des auteurs).